# Station Staropole
Station Staropole is een spoorwegstation in de Poolse plaats Staropole.